# Rancho Viejo, Valparaíso
Rancho Viejo är en ort i Mexiko.   Den ligger i kommunen Valparaíso och delstaten Zacatecas, i den centrala delen av landet, 600 km nordväst om huvudstaden Mexico City. Rancho Viejo ligger 1 527 meter över havet och antalet invånare är 118.
Terrängen runt Rancho Viejo är kuperad norrut, men söderut är den bergig. Terrängen runt Rancho Viejo sluttar österut. Runt Rancho Viejo är det mycket glesbefolkat, med 5 invånare per kvadratkilometer. Närmaste större samhälle är Colonia Hatmasie, 19,0 km sydost om Rancho Viejo. I omgivningarna runt Rancho Viejo växer huvudsakligen savannskog.